# Eisenbahnknoten Belgrad
| \| Donau \| Donau \| \| \| \| \| Pančevo-Brücke \| \| Beograd Dunav \| Beograd Dunav \| \| \| 4,687 \| Pančevački most \| Pančevački most \| \| Save \| Save \| \| \| 2,8 \| Vukov spomenik \| Vukov spomenik \| \| Beograd \| Beograd \| 0,0 \| \| 1,1 \| Karađorđev park \| Karađorđev park \| \| \| \| \| \| \| Vračar-Tunnel (3225 m) \| \| \| Alte Brücke \| Alte Brücke \| 1,1 \| \| \| \| \| \| Neue Brücke \| Neue Brücke \| \| \| 0,0 \| Beograd Centar \| Beograd Centar \| \| \| \| \| \| \| \| \| \| Senjak \| Senjak \| 2,6 \| \| \| \| \| \| Topčider \| Topčider \| 5,1 \| \| \| Dedinje-Tunnel (3111 m) \| Dedinje-Tunnel (3111 m) \| \| Abzw G \| Abzw G \| 6,8 \| \| \| \| \| \| \| \| \| \| 8,656 \| Rakovica \| Rakovica \| |               |     |  |       |                         |                         |
| Donau | Donau         |     |  |       |                         | Pančevo-Brücke          |
| Beograd Dunav | Beograd Dunav |     |  | 4,687 | Pančevački most         | Pančevački most         |
| Save | Save          |     |  | 2,8   | Vukov spomenik          | Vukov spomenik          |
| Beograd | Beograd       | 0,0 |  | 1,1   | Karađorđev park         | Karađorđev park         |
| |               |     |  |       | Vračar-Tunnel (3225 m)  |                         |
| Alte Brücke | Alte Brücke   | 1,1 |  |       |                         |                         |
| Neue Brücke | Neue Brücke   |     |  | 0,0   | Beograd Centar          | Beograd Centar          |
| |               |     |  |       |                         |                         |
| Senjak | Senjak        | 2,6 |  |       |                         |                         |
| Topčider | Topčider      | 5,1 |  |       | Dedinje-Tunnel (3111 m) | Dedinje-Tunnel (3111 m) |
| Abzw G | Abzw G        | 6,8 |  |       |                         |                         |
| |               |     |  | 8,656 | Rakovica                | Rakovica                |

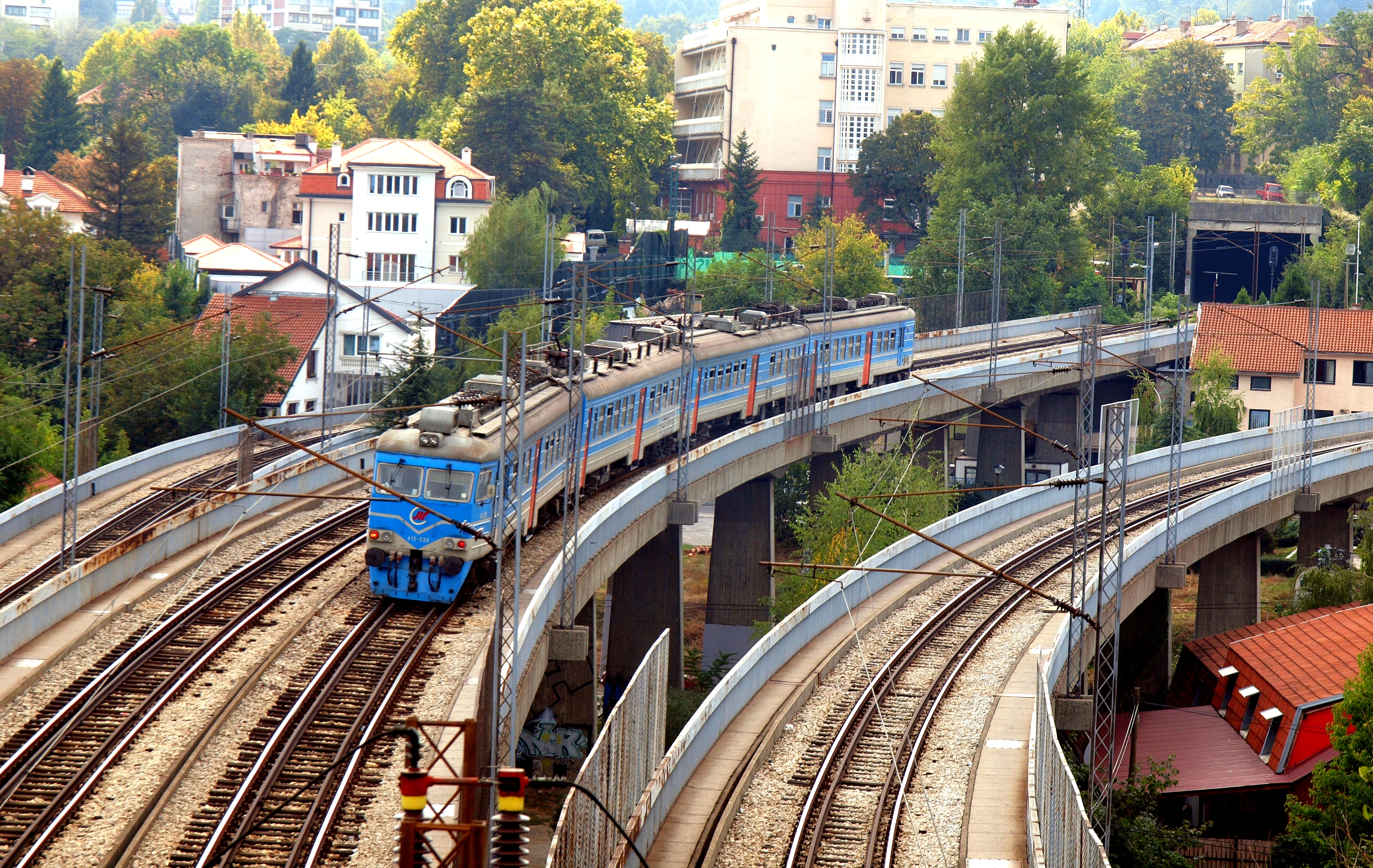
Schieneninfrastruktur im Eisenbahnknoten Belgrad: Viadukte südlich des Tunnels Vračar

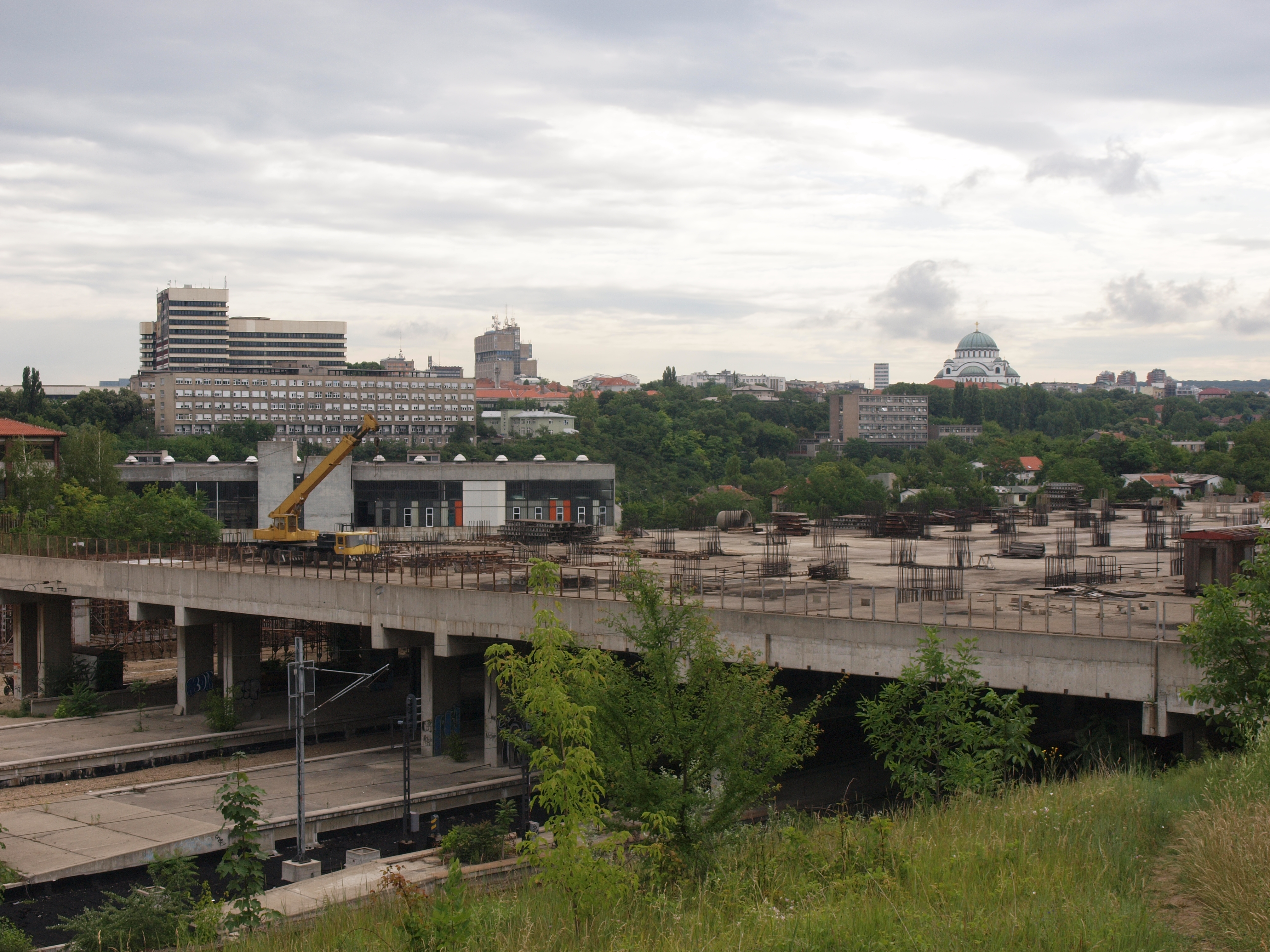
Außenansicht des unvollendeten Bahnhofs Prokop

Im Eisenbahnknoten Belgrad (kyrill. Београдски железнички чвор, serb. Beogradski železnički čvor) erfolgt seit 1972 eine grundlegende Umstrukturierung des Streckennetzes. Hiermit möchte man den bisherigen Engpass, den die serbische Hauptstadt Belgrad im Bahnnetz darstellte, entschärfen. Der größte Teil dieses Projektes ist umgesetzt. Der Bahnhof namens Beograd Centar/Prokop, einer von zwei im Projekt vorgesehenen zentral gelegenen Umsteigebahnhöfen, hat zum 1. Juli 2018 vollständig seine Funktion als Hauptbahnhof der Stadt übernommen, ohne jedoch baulich fertiggestellt zu sein.

## Allgemeines

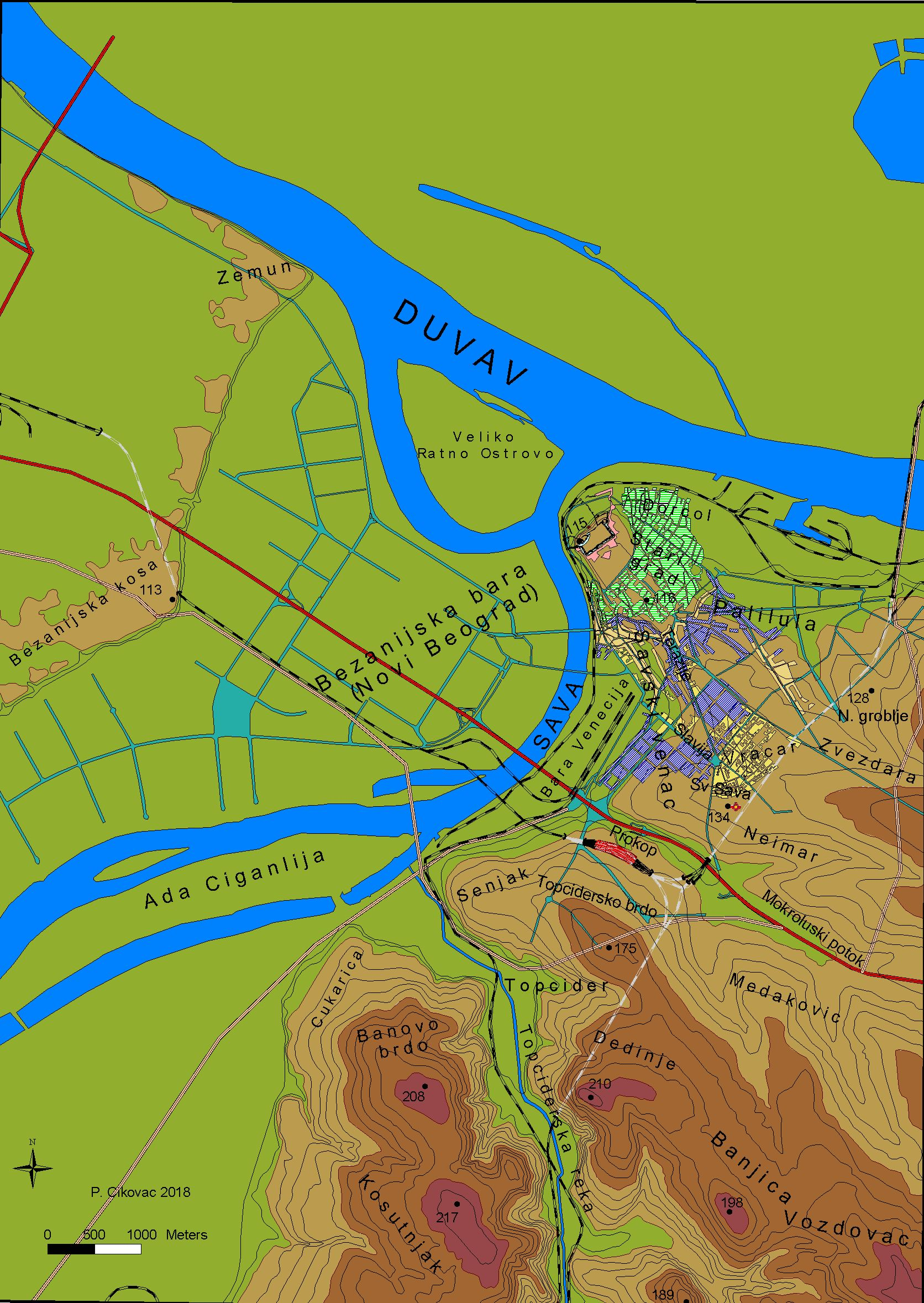
Lage

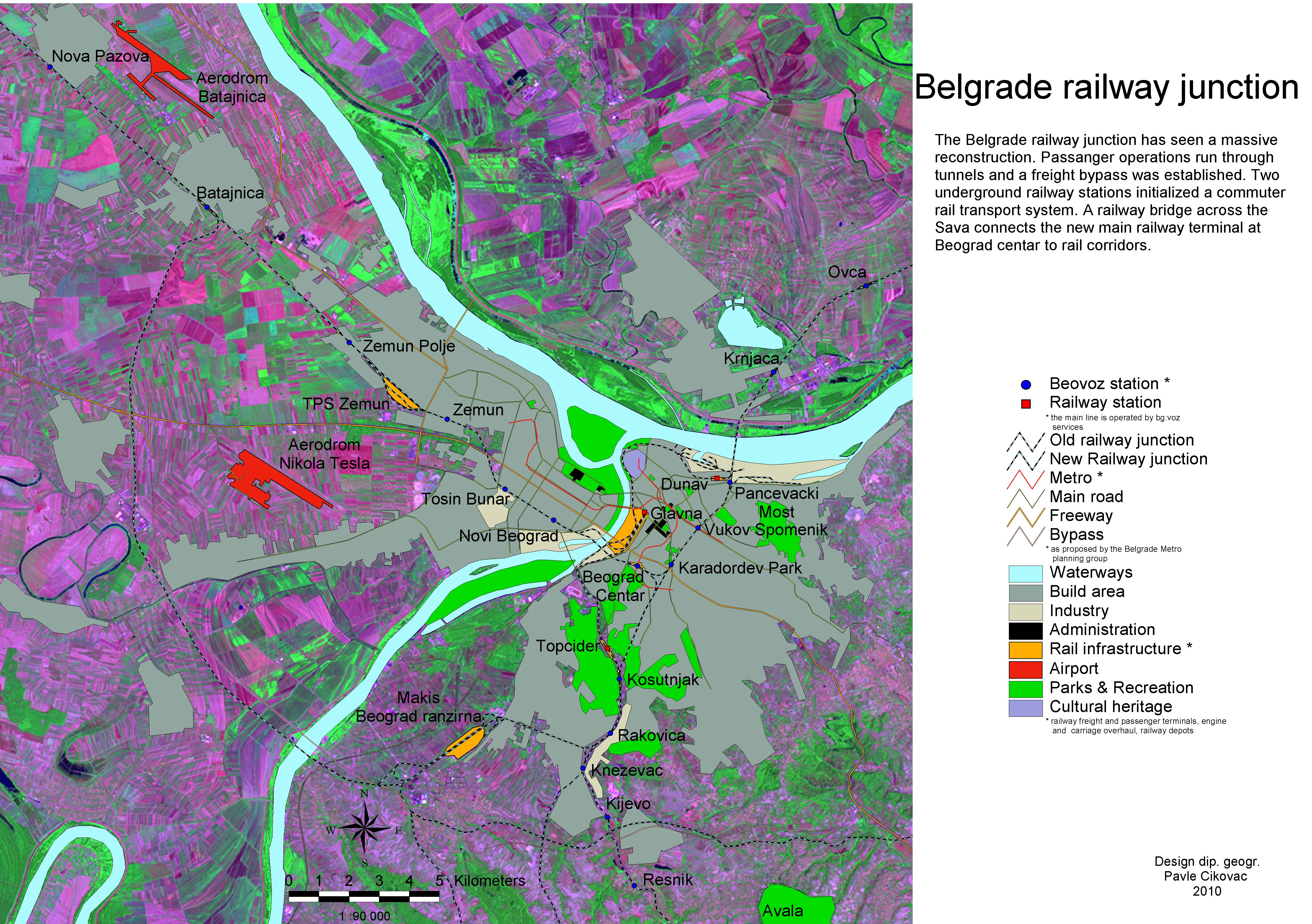
Karte

Als im damaligen Jugoslawien die Hauptmagistralen des Landes neu geplant wurden, beabsichtigte man eine Entschärfung des Engpasses Belgrad durch Anlage eines das gesamte Stadtgebiet durchmessenden und die Innenstadt durch einen Tunnel unterquerenden Systems mit zwei zentralen Bahnstationen links und rechts der Save sowie eine Umgehungsbahn für Güterverkehr. Das Schema des komplett zweigleisigen Ausbaus des Knotens mit den beiden Hauptbahnhöfen Beograd Centar und Novi Beograd sowie drei Rangierbahnhöfen soll einen kapazitätsstarken, getrennten Betrieb ohne Beeinträchtigung durch andere Verkehrsträger ermöglichen. Der Eisenbahnknoten wird zudem im städtischen Nahverkehr von den Beovoz-Zügen bedient und soll mit der geplanten Metro Belgrad das Rückgrat des schienengebundenen ÖPNV der Stadt stellen.
Um die Bahngleise und -strukturen aus dem 19. Jahrhundert mit dem historischen Kopfbahnhof komplett zu ersetzen, wurde eine technisch und finanziell aufwändige Lösung gewählt. So wurden die Gleisanlagen für den Personenverkehr in das Stadtgebiet unterquerende Tunnel sowie auf Dämme und zahlreiche Viadukte verlegt und ein neuer zentraler Durchgangsbahnhof angelegt. Der Güterverkehr wird zudem in einem Bogen um das Stadtgebiet geleitet, für den zwei neue Eisenbahnbrücken über Donau und Save notwendig wurden.
Der weitere Ausbau dieses zentralen Knotens im Eisenbahnkorridor X im System der Železnice Srbije und des zugleich wichtigsten Schienenverkehrsknoten der Region und Südosteuropas soll als Schnellfahrstrecke erfolgen.
Bis heute (Stand September 2009) wurden 900 Mio. Euro in den Belgrader Eisenbahnknoten investiert, davon 100 Mio. für den Bau des Bahnhofs Belgrad Zentrum.

## Konzept

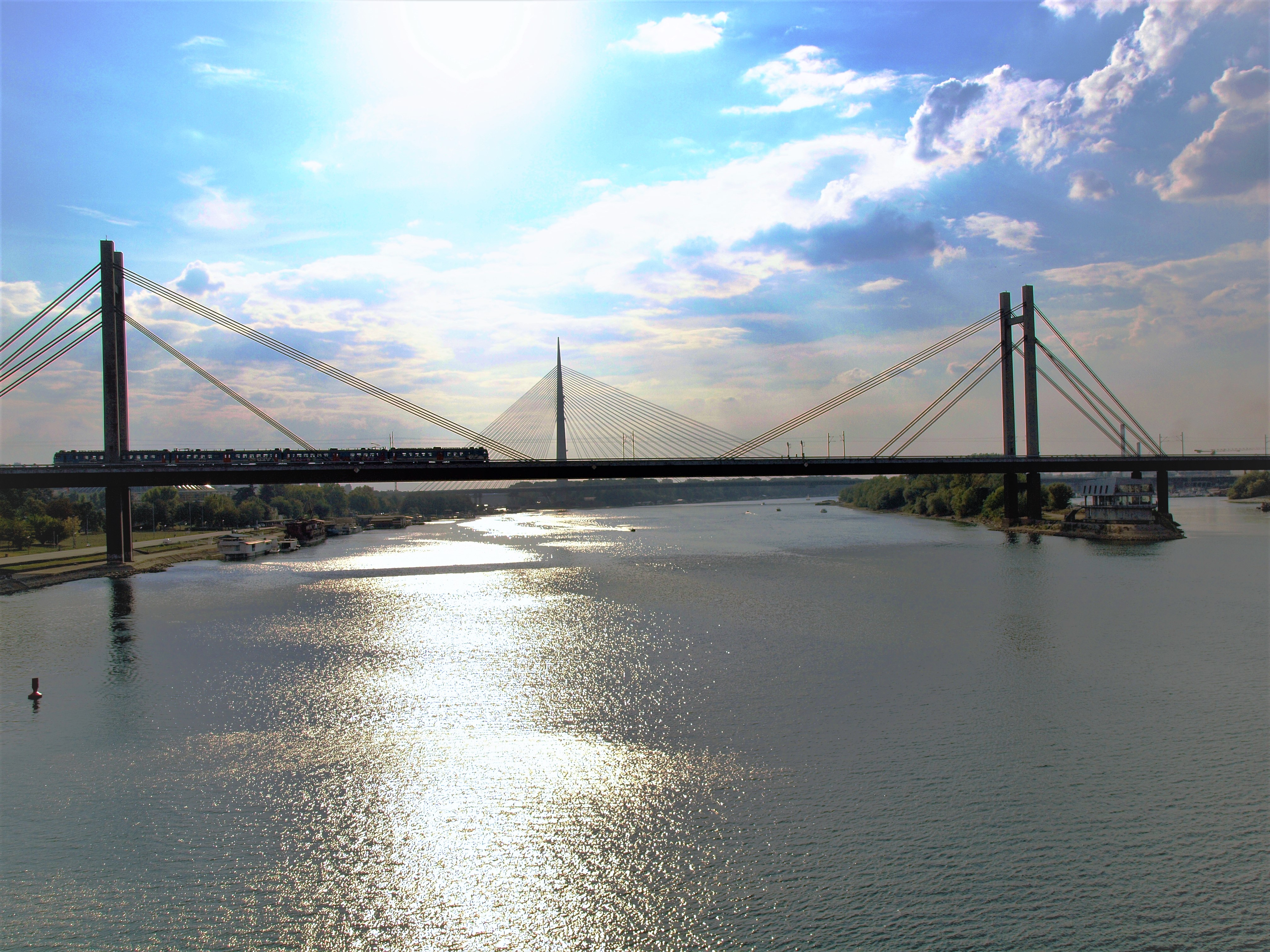
Die neue Belgrader Eisenbahnbrücke verbindet den Bahnhof Belgrad Zentrum mit den Eisenbahnstrecken Richtung Novi Sad und Zagreb

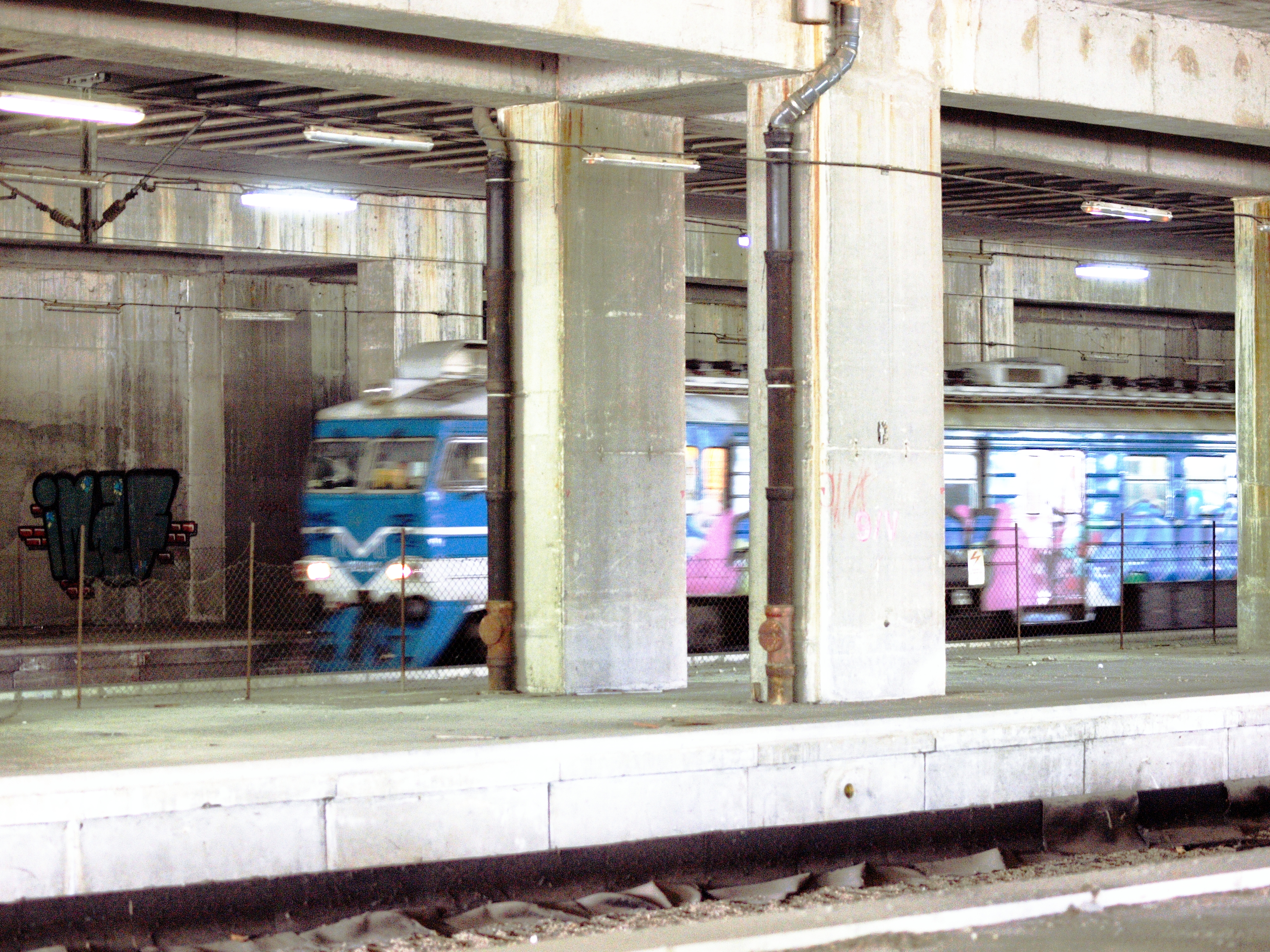
Zugverkehr im unvollendeten Bahnhof Prokop

Der Belgrader Eisenbahnknoten verbindet sieben internationale Hauptstrecken und ist für eine hohe Kapazität ausgelegt, die eine völlige Trennung des Güter- und Personenverkehrs vorsieht. Das Schienenprojekt umfasst insbesondere die Integration von Fern-, Regional- und Lokaleisenbahnverkehr, einen zentralen automatisierten Rangier- und Containerbahnhof, ein Lokomotivdepot und mehrere Passagierbahnhöfe, die mit Schnellfahrstrecken bedient werden können.
Zum Komplex gehören insgesamt 15 Bahnstationen, ein Containerterminal (Makiš) und zwei kleinere Rangierbahnhöfe (Karaburma und Zemun teretna) für den internationalen Gütertransport. In der automatisierten Rangierstation Makiš sind Abfertigungskapazitäten von bis zu 600 Waggons täglich möglich. Das Terminal ist über einen Tunnel an Prokop sowie über die Savebrücke an den Flughafen Surčin angebunden und mit 120 Gleisen auch der größte Rangierbahnhof der Region und einer der modernsten in Europa.
Die unter dem Stadtgebiet verlaufenden 15 km langen Tunnel (Vračar-Tunnel, 3225 m, mit der unterirdischen Bahnstation Vukov spomenik, Dedinje-Tunnel, 6160 m) ermöglichen eine zweigleisige schnelle Verbindung der Strecke zwischen den Bahnhöfen Zemun, Bahnhof Novi Beograd, Beograd Centar (Prokop) und Rakovica aus drei Richtungen im Eisenbahnkorridor X. Nicht mit dem neuen Belgrader Eisenbahnknoten verbunden sind die Stationen Bahnhof Topčider, Beograd Dunav sowie der alte Hauptbahnhof.
Die zentralen Stationen Novi Beograd und Prokop (oder Beograd Centar) dienen dem Fernverkehr nach Zagreb (München), Niš (Sofia), Budapest (Wien) und Thessaloniki und sind in dieser Funktion die zentralen Bahnhöfe von Neu- und Alt-Belgrad sowie des Hochgeschwindigkeitsschienenverkehrs im Korridor X. Für die Bahnhöfe Vukov Spomenik, Prokop und Novi Beograd ist der Anschluss an die in Planung befindliche Metro Belgrad vorgesehen.
Der alte Kopfbahnhof belegte 85 Hektar im Stadtzentrum. Durch die Umbaumaßnahmen wurde ein Teil dieser Flächen freigesetzt und kann nun anderweitig bebaut werden. Geplant ist ein Einkaufszentrum Belgrade Waterfront, das von arabischen Investoren errichtet wird.

## Konstruktion

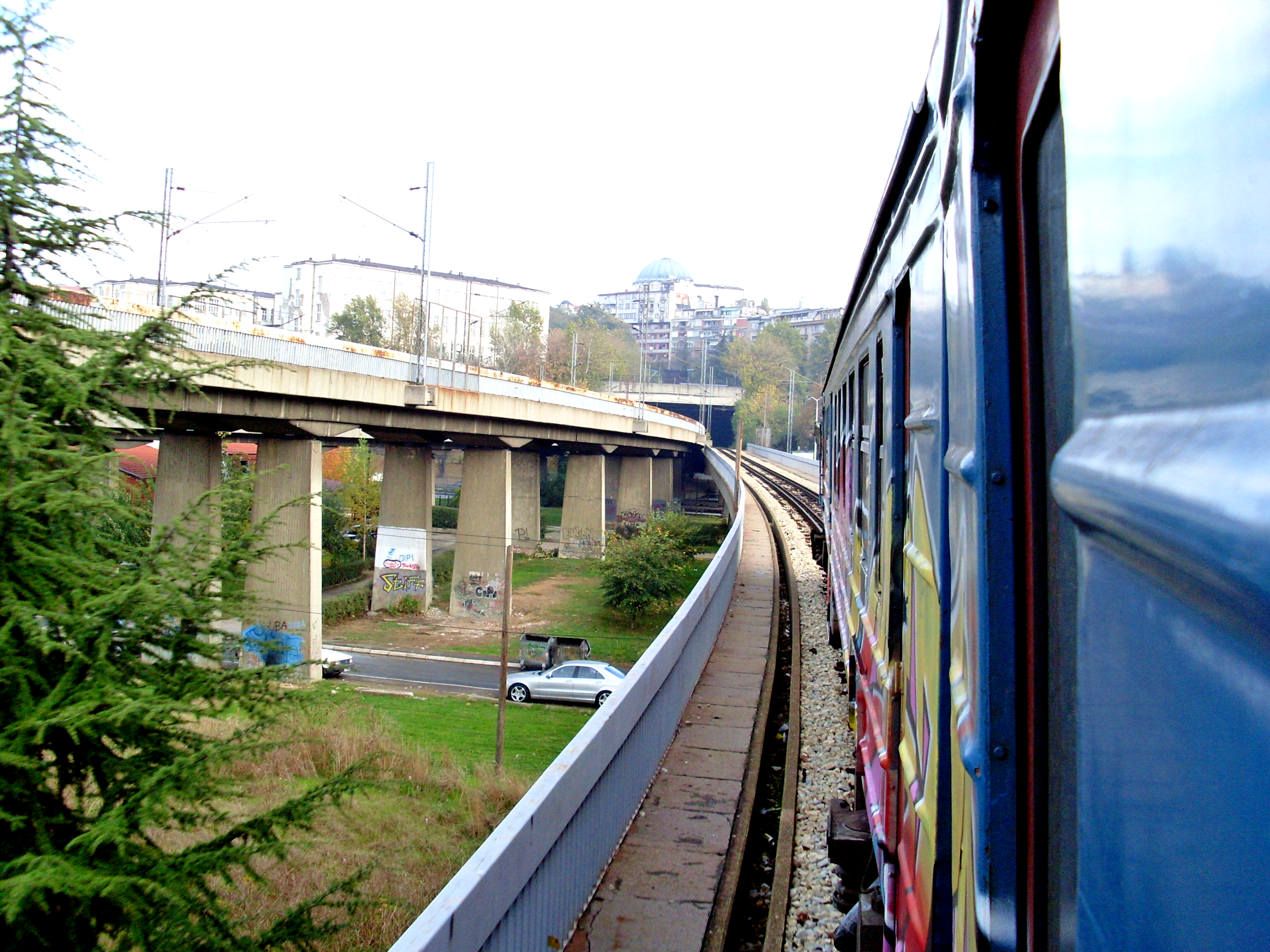
Viadukte vor dem Vračar Tunnel

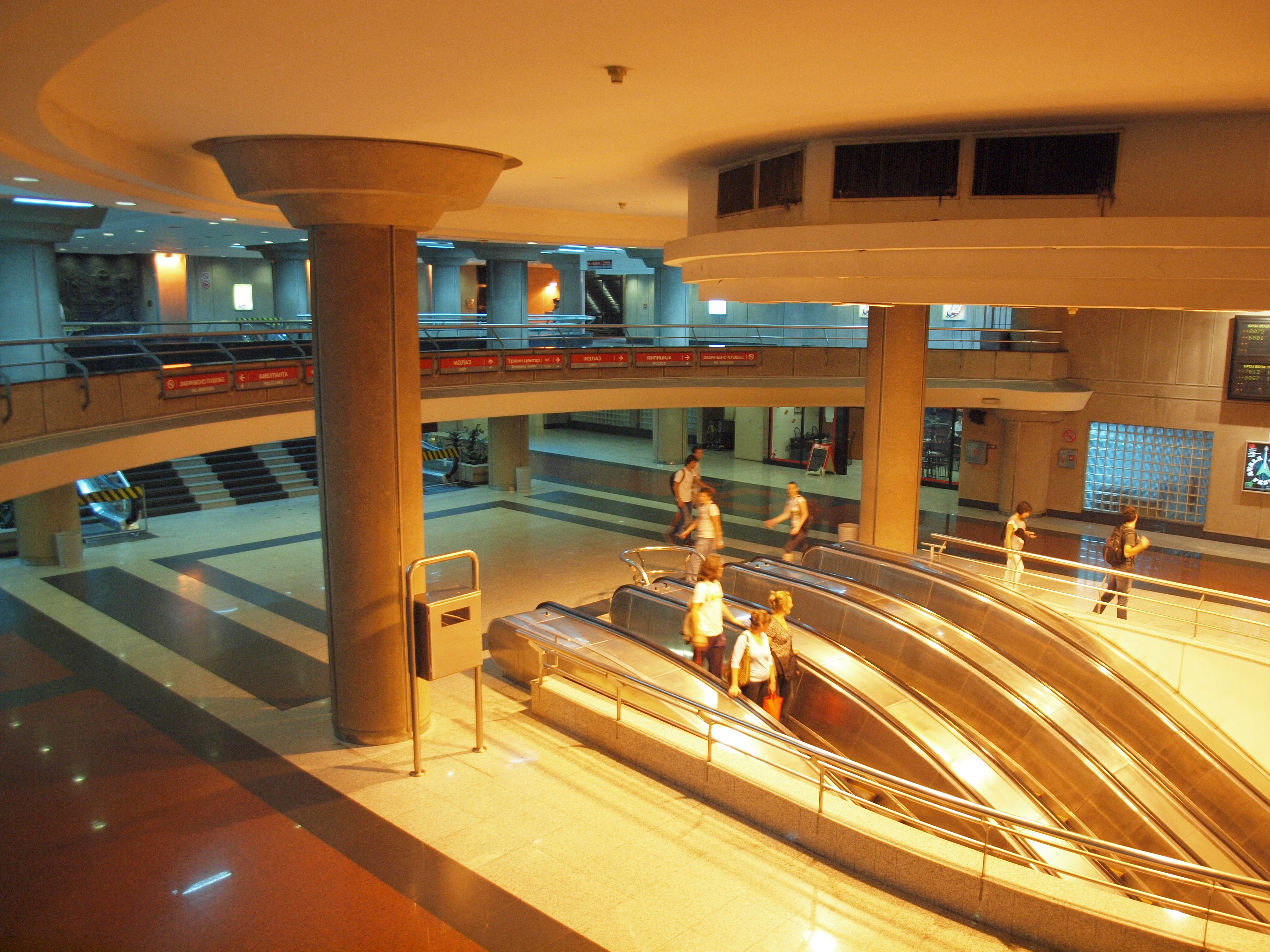
Obere Galerie mit Rolltreppen zum Bahngleis

Die Konstruktion des Eisenbahnknotens verlief unter Federführung der Bauingenieure Savo Janjić und Dušan Nikolić vom Institut für Transportwesen CIP. Die Finanzierung obliegt der Republik Serbien, der Stadt Belgrad und der Železnice Srbije.
Mit Baubeginn der Neuen Belgrader Eisenbahnbrücke über die Save 1974 starteten auch die Arbeiten an den unter der Stadt verlaufenden Tunneln (zuerst Vračar und Dedinje, später noch Rakovica und Karaburma). Als Bestandteil des Vračar-Tunnels wurde die unterirdische Station Vukov spomenik eingerichtet. Der 6.160 m lange Dedinje-Tunnel besteht aus zwei parallelen, eingleisigen Röhren und hat an einer Stelle einen zweigleisigen Abschnitt mit einer 160 m langen Gabelung, die sich auf zwei Niveaus kreuzt. Der Rakovica-Tunnel ist 535 m, der Vračar-Tunnel 3.225 m lang. Insgesamt wurden 19.744 m eingleisige Tunnel, 4.431 m zweigleisige Tunnel und ein 200 m langer Abschnitt mit mehreren Gleisen (Dedinje-Tunnel) erstellt. 36 betonierte Eisenbahnbrücken, 12 eingleisige Stahlbrücken sowie 6 zweigleisige Brücken wurden im Knoten errichtet.
Der Schienenverkehr kann durch die aufwändige Konstruktion in drei Richtungen abgewickelt werden, ohne dass sich die Züge gegenseitig behindern, und besitzt in der unterirdischen Station Vukov spomenik einen zentralen Anschluss an das Stadtzentrum von Belgrad.
Mit der Vollinbetriebnahme des Bahnhofs Belgrad Zentrum (Prokop) zum 1. Juli 2018 ist der Belgrader Eisenbahnknoten nunmehr komplett fertiggestellt.

## Technische Daten
- Länge gesamt: 60 km
  - davon oberirdische Verkehrsanbindung: 35,8 km
  - Unterirdische Tunnel: 24,2 km
  - davon in bergmännischer Bauweise: 24,2 km
- Anzahl der Stationen: 20 Stück
  - davon komplett unterirdisch: 2 Stück
- Mindestlänge der Stationen: 225 m (Minimum)
- Maximale Geschwindigkeit: 120 km/h
- Regel-Geschwindigkeit: 60 km/h
- Intervall pro Station: fünfzehn Minuten (2 min. technisch möglich)

## Planung

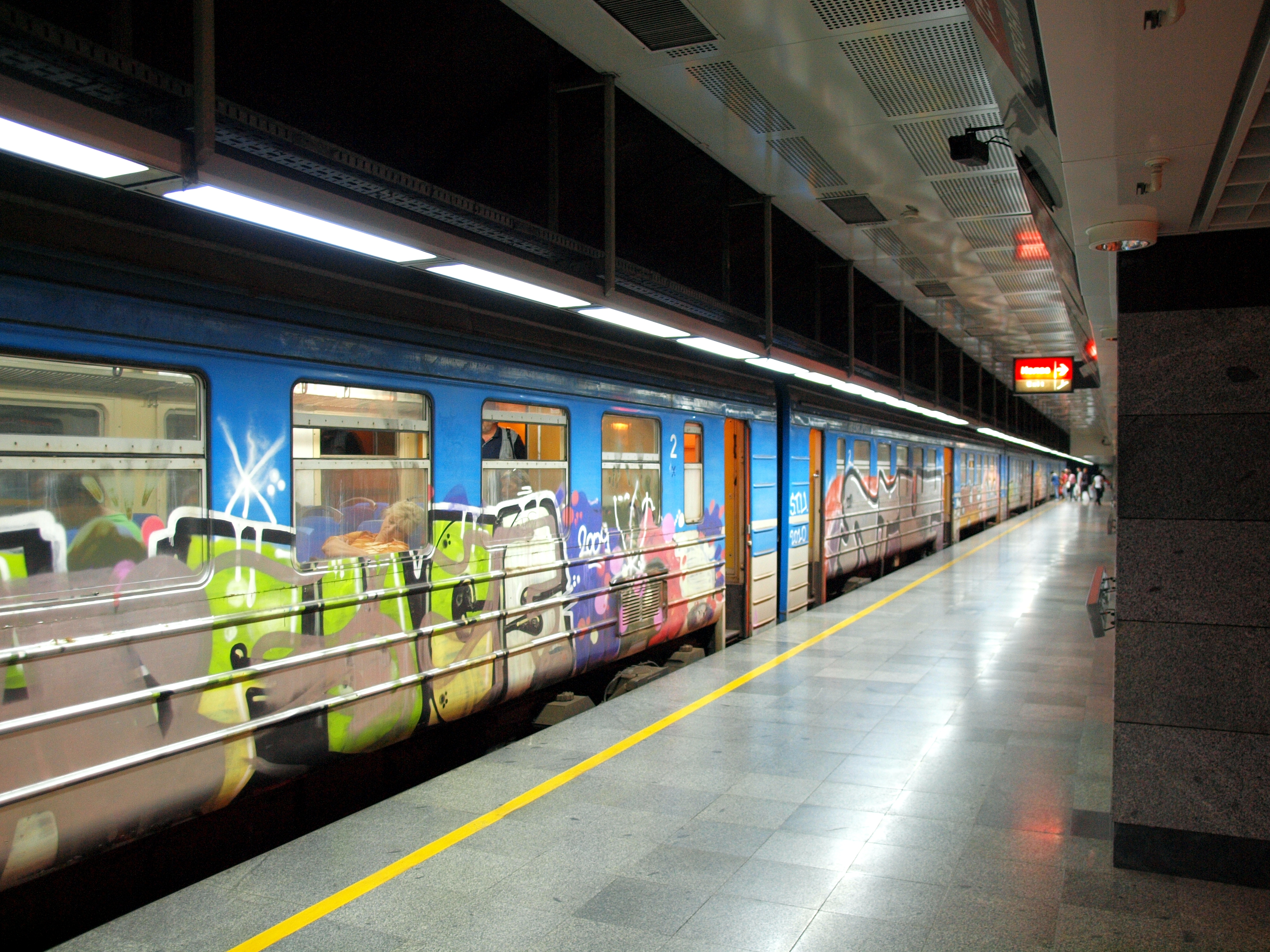
Bahnsteig der Station Vukov spomenik

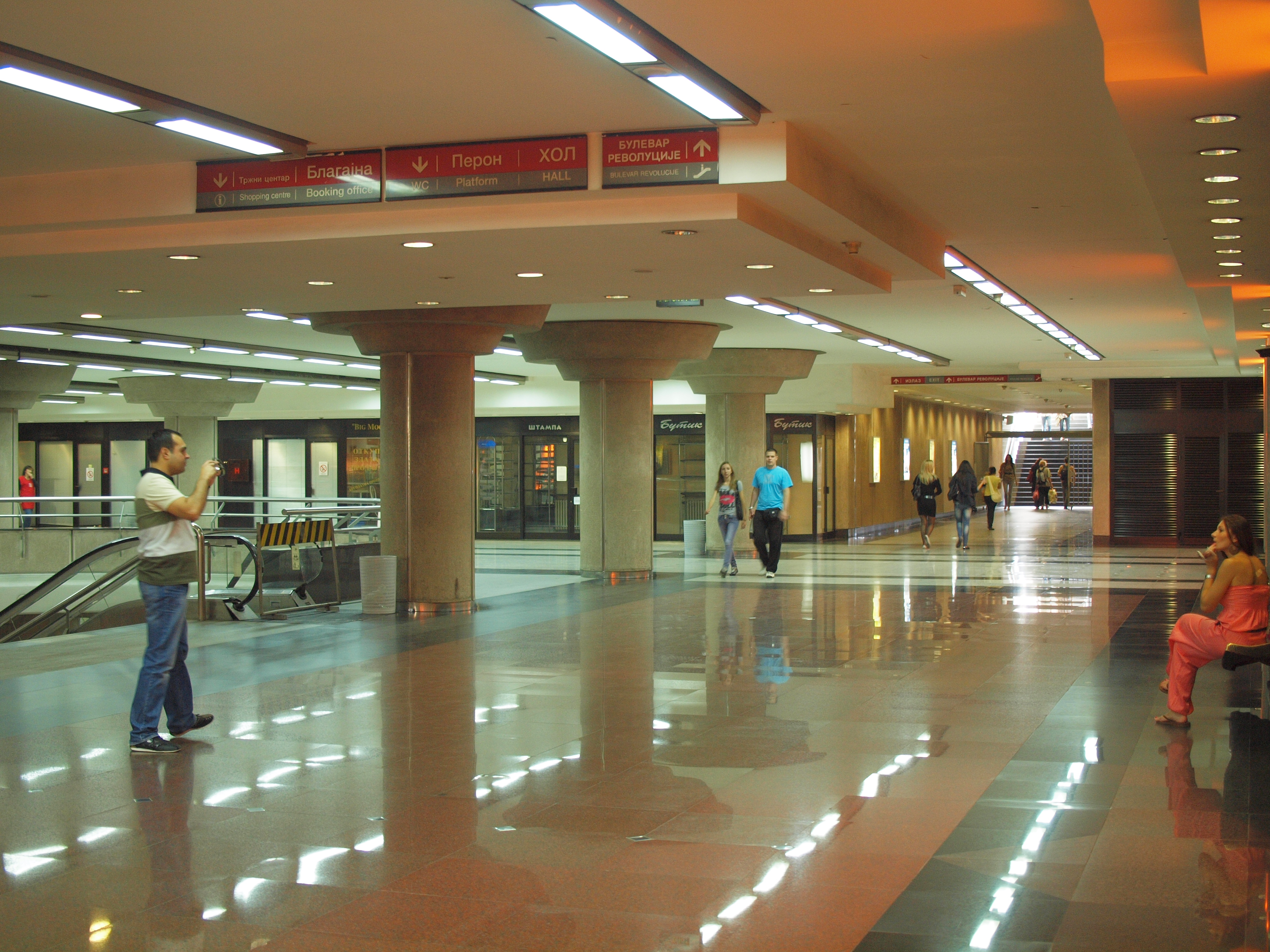
1995 fertiggestellte Station Vukov spomenik

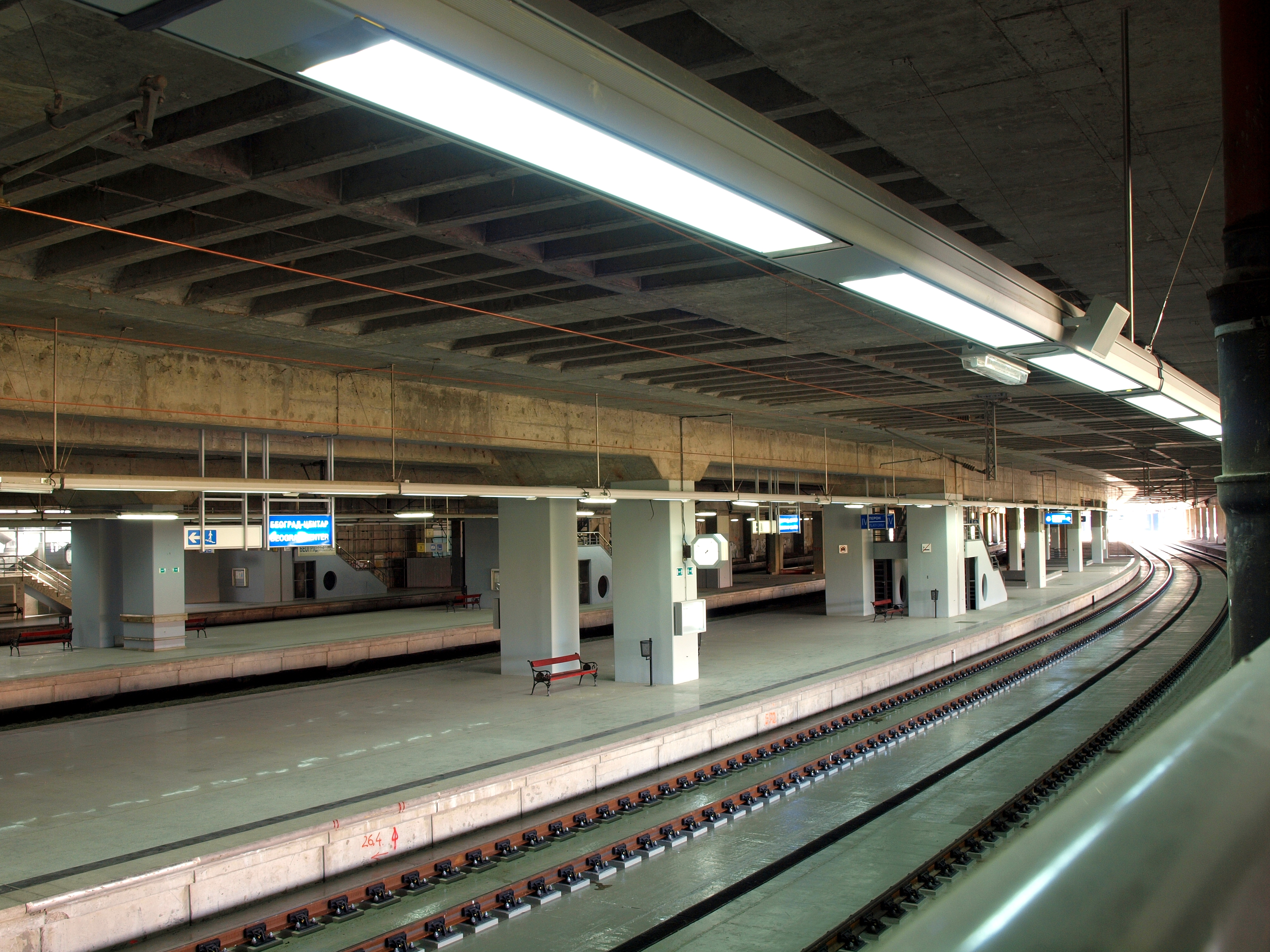
Durchfahrt eines Fernverkehrszuges durch den Bahnhof Prokop

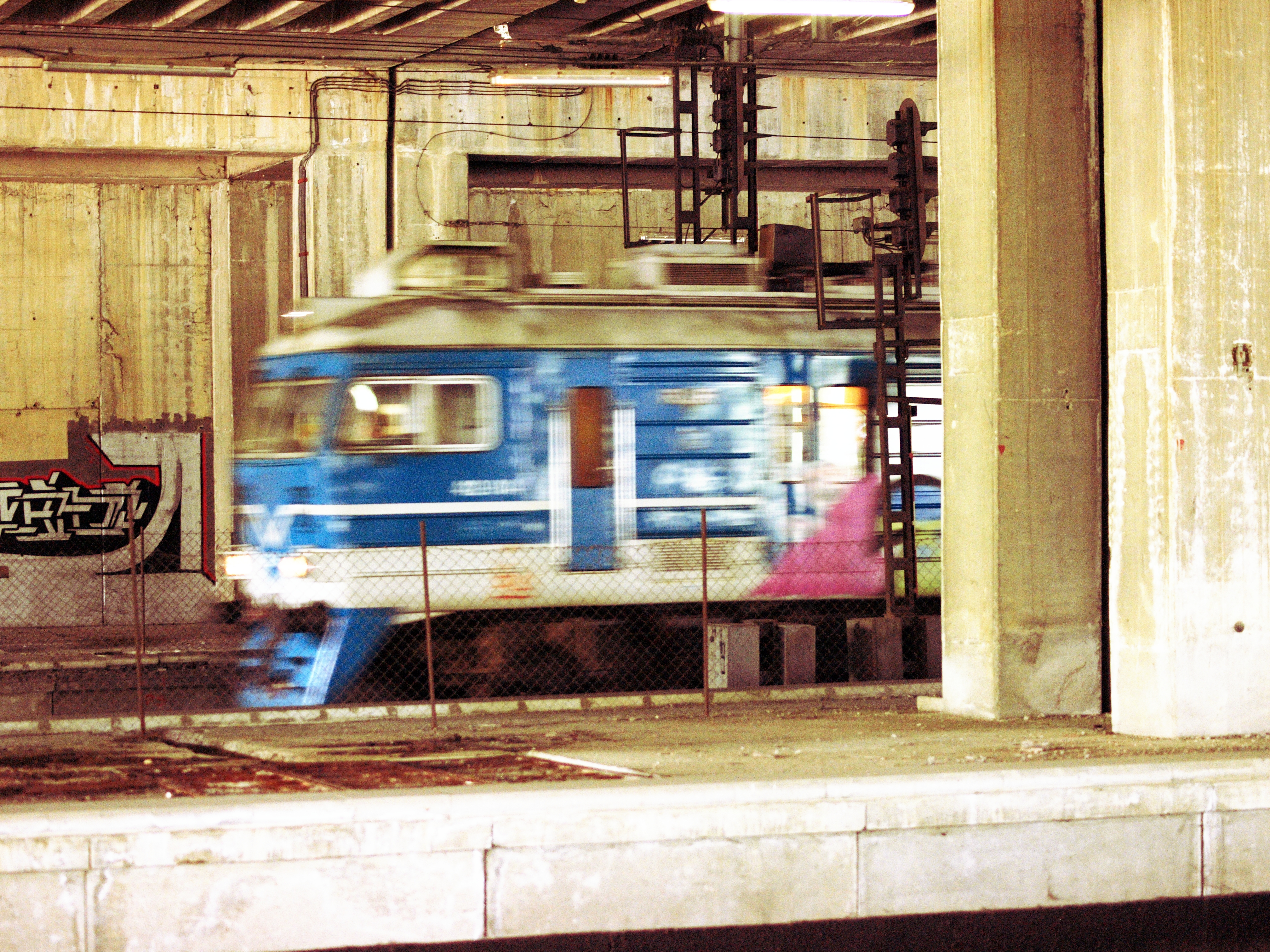
Regionalzug im Bahnhof Prokop

Die Idee einer Neuordnung der Eisenbahninfrastruktur in Belgrad kam schon 1922 auf. Zwischen den beiden Weltkriegen wurden sechs Vorschläge für einen neuen Standort des Hauptbahnhofes ausgearbeitet, denen nach dem Zweiten Weltkrieg weitere Überlegungen folgten. 1968 arbeitete die Serbische Akademie der Wissenschaften und Künste (SANU) unter Leitung von Branko Žeželj eine verbindliche Studie aus, wobei die Variante mit dem Zentralbahnhof Prokop sowohl von der Kommission für Stadtplanung als auch der Kommission des Urbanistischen Instituts positiv bewertet wurde. Die Stadt Belgrad nahm diese daraufhin auf der Sitzung vom 11. März 1971 einstimmig an. Der offizielle Start der Bauarbeiten erfolgte 1974.
1977 begann man mit dem Bau des Herzstücks des Systems, dem Bahnhof Prokop mit sechs Inselbahnsteigen und einer als Landmarke gedachten Eingangshalle. Die Arbeiten haben sich aufgrund der hohen Kosten und der politischen und wirtschaftlichen Unsicherheiten seit den 1990er Jahren verzögert. Zu den integralen Bestandteilen gehören ebenfalls die Bahnstationen Novi Beograd, Zemun und Rakovica.
Die Eröffnung der neuen Eisenbahnbrücke erfolgte 1978. Mit der Fertigstellung der in 43 Meter Tiefe liegenden Station Vukov spomenik und des Tunnels Karaburma ist seit 1998 die Nutzung des Systems praktisch möglich. Zudem wurde ein elektronisches Kontrollzentrum für den Bahnknoten in Topčider eingerichtet. Während der alte Hauptbahnhof weiterhin den nationalen und internationalen Verkehr abwickelt, dient der neue Eisenbahnknoten bisher überwiegend dem lokalen Beovoz-Verkehr.
Die feierlichen Eröffnung der Station Vukov Spomenik erfolgte am 7. Juli 1995 durch den damaligen Präsidenten Jugoslawiens, Slobodan Milošević. Im Beisein von Milošević und der Führung der regierenden Parteien der SPS und der Jugoslawischen Linken JUL wurde am 7. Juli 1996 der Weiterbau der zentralen Bahnstation Prokop initiiert, der als zukunftsorientiertes Projekt der SPS das Medieninteresse weithin dominierte. Durch die propagandistische Inszenierung beider Ereignisse und der Wahrnehmung als „megalomanes“ Parteiprojekt stieß der Eisenbahnknoten bei den oppositionellen Gruppen auf eine starke Ablehnung. Weitere propagandistisch vermarktete Projekte dieser Zeit waren Europolis sowie die Idee der Integration von Hochgeschwindigkeitsstrecken (Brze pruge Srbije) in den Schienenverkehr Serbiens.
Nach dem Kosovokrieg und der serbischen Revolution am 5. Oktober 2000 fehlten dem Projekt die Fürsprecher zum Weiterbau. Zwischen 1999 und 2008 ruhten die Arbeiten. Zu dieser Zeit waren rund 90 % der Struktur vollendet. Die Instandhaltung der halbfertigen Rohbauten verursachte Kosten.
Nach mehreren gescheiterten Versuchen zwischen 2002 und 2007, eine privatwirtschaftliche Finanzierung für den Weiterbau auf die Beine zu stellen, einigten sich die Železnice Srbije mit dem Bauunternehmen Energoprojekt am 24. März 2008 über die Fertigstellung des Bahnhofs Prokop. Der Vertrag sieht eine kommerziell nutzbare Empfangshalle über den Bahngleisen vor, die privates Eigentum ist. Das Protokoll zur Fertigstellung von Prokop wurde nach einigen Änderungen am 17. Oktober 2008 von der serbischen Regierung unterzeichnet.
Die Bauarbeiten am Zentralbahnhof wurden im Dezember 2008 wieder aufgenommen. Zu diesem Zeitpunkt waren die 100 × 400 m messende Betonplatte, die die Bahngleise und Bahnsteige überdeckt, sowie zwei dem Verkehr übergebene Gleise und zwei Bahnsteige vollendet. Neben den bisher für die Station ausgegebenen 100 Mio. Euro wurden 230 Mio. Euro für die Fertigstellung von Prokop bereitgestellt.
Ab dem 26. Januar 2016 wurde der Schienenverkehr phasenweise vom alten Bahnhof Beograd-Glavna zum neuen Bahnhof Beograd Centar verlegt. Der Fernverkehr wurde noch bis zum 30. Juni 2018 über den alten Hauptbahnhof abgewickelt, der mit der Übernahme des Fernverkehrs durch den neuen Zentralbahnhof ab dem 1. Juli 2018 stillgelegt wurde.

## Ziele und Nutzen

### Hochgeschwindigkeitsverkehr
Ein wesentliches Ziel des Projektes ist die Schaffung einer durchgehenden Trasse für den Hochgeschwindigkeitsverkehr im Fernverkehr im Eisenbahnkorridor X. Es handelt sich zum einen um die Eisenbahnachse im TEN-Projekt Nr. 22 Athen−Sofia−Budapest−Wien−Prag−Nürnberg/Dresden, zum anderen um die Südostachse der multimodalen Verbindung Salzburg – Ljubljana – Zagreb/Budapest – Belgrad – Niš, einschließlich der Verbindungen
Sofia – Istanbul – Ankara – Georgien/Armenien – Aserbaidschan, „TRACECA“ sowie Skopje – Thessaloniki. Mögliche Erweiterungen sind die sogenannte Magistrale für Europa, die einen Hochgeschwindigkeitsverkehr von Paris nach Budapest vorsieht, sowie die Verlängerung des Railjets nach Ljubljana und Zagreb.

### Nahverkehr

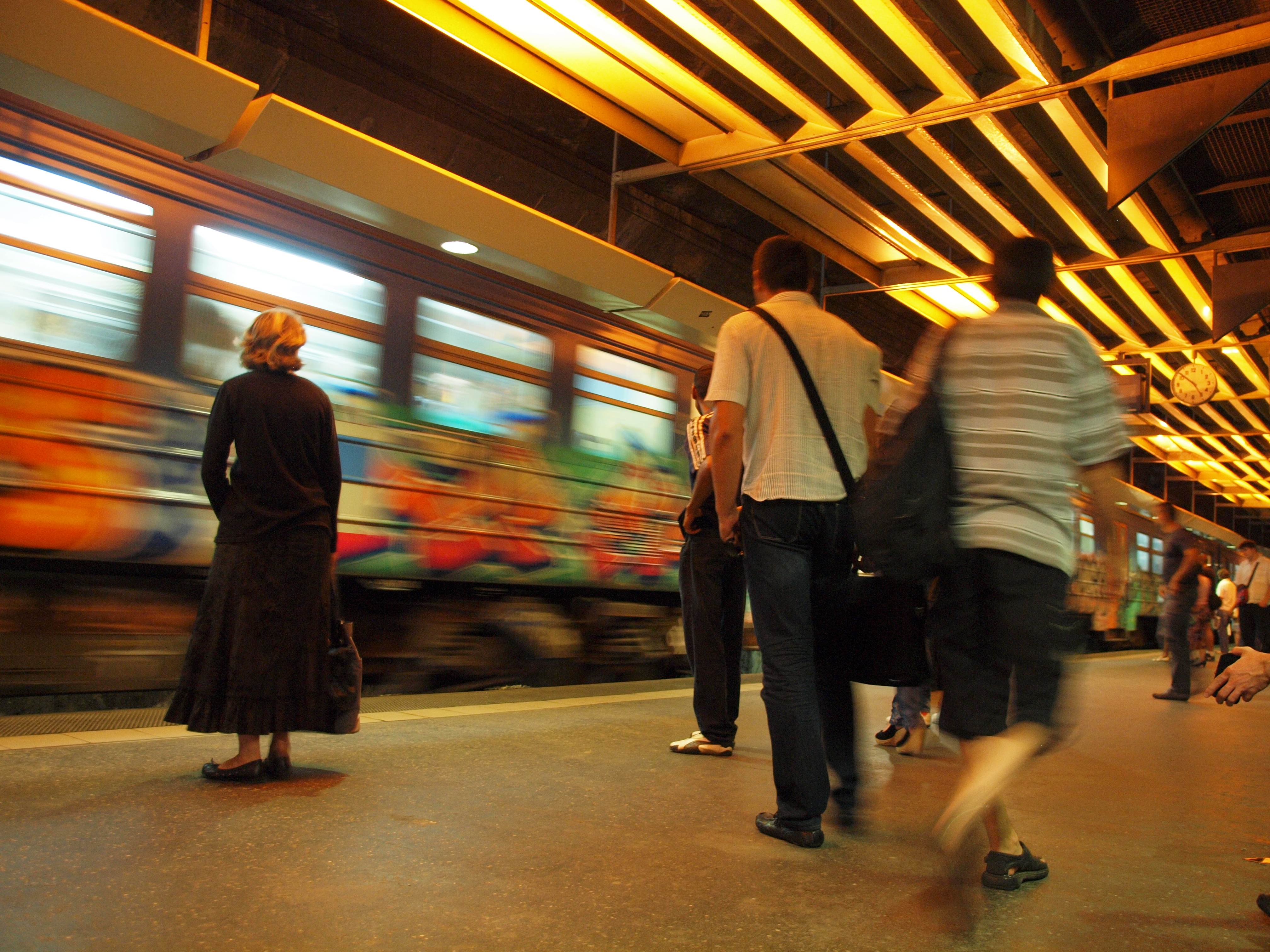
Station Karadordev Park

Auf der Basis der Planungen eines zentralen Durchgangsbahnhofs basieren die Entwicklung der Städtischen Eisenbahn Beovoz, die in Zukunft eine zentrale Rolle im ÖPNV spielen wird.

### Anbindung des Flughafens
Der Belgrader Nikola-Tesla-Flughafen soll in Zukunft im Rahmen eines Ausbaus des Beovoz an den Regionalverkehr angeschlossen werden. Im Moment ist hier noch keine intermodale Verknüpfung der Verkehrsträger möglich. Im offiziellen Masterplan der Stadtplanung bis 2021 ist für den Flughafen eine unterirdische Beovoz-Anbindung an das Stadtzentrum vorgesehen.

### Betriebliche Aspekte
Die vorgesehenen Einfahrgeschwindigkeiten im Durchgangsbahnhof Prokop können bis 80 km/h betragen. Viele Zufahrtstrecken des Kopfbahnhofs konnten wegen vernachlässigter Wartung nur mit maximal 10 km/h angefahren werden.

### Zusammenfassung
- Entlastung des Stadtzentrums von der Eisenbahninfrastruktur.
- Verkürzung der Reisezeiten.
- Trennung von Güter- und Personenverkehr.
- Durch Belgrad verkehrende Fernzüge können an mehreren Bahnhöfen halten und die Stadt trotzdem auf geradem Weg durchqueren (ohne zu wenden und dabei entgegenkommende Züge zu kreuzen).
- Jeder Fernzug wird auch am neuen Hauptbahnhof halten, sodass man dort immer von jeder Linie in jede andere umsteigen kann (selbst dann, wenn Expresszüge nur an einem Bahnhof der Stadt halten).
- Fern- und Regionalverkehre werden am Hauptbahnhof (und den anderen Fernbahnhöfen) verknüpft.

## Kritik

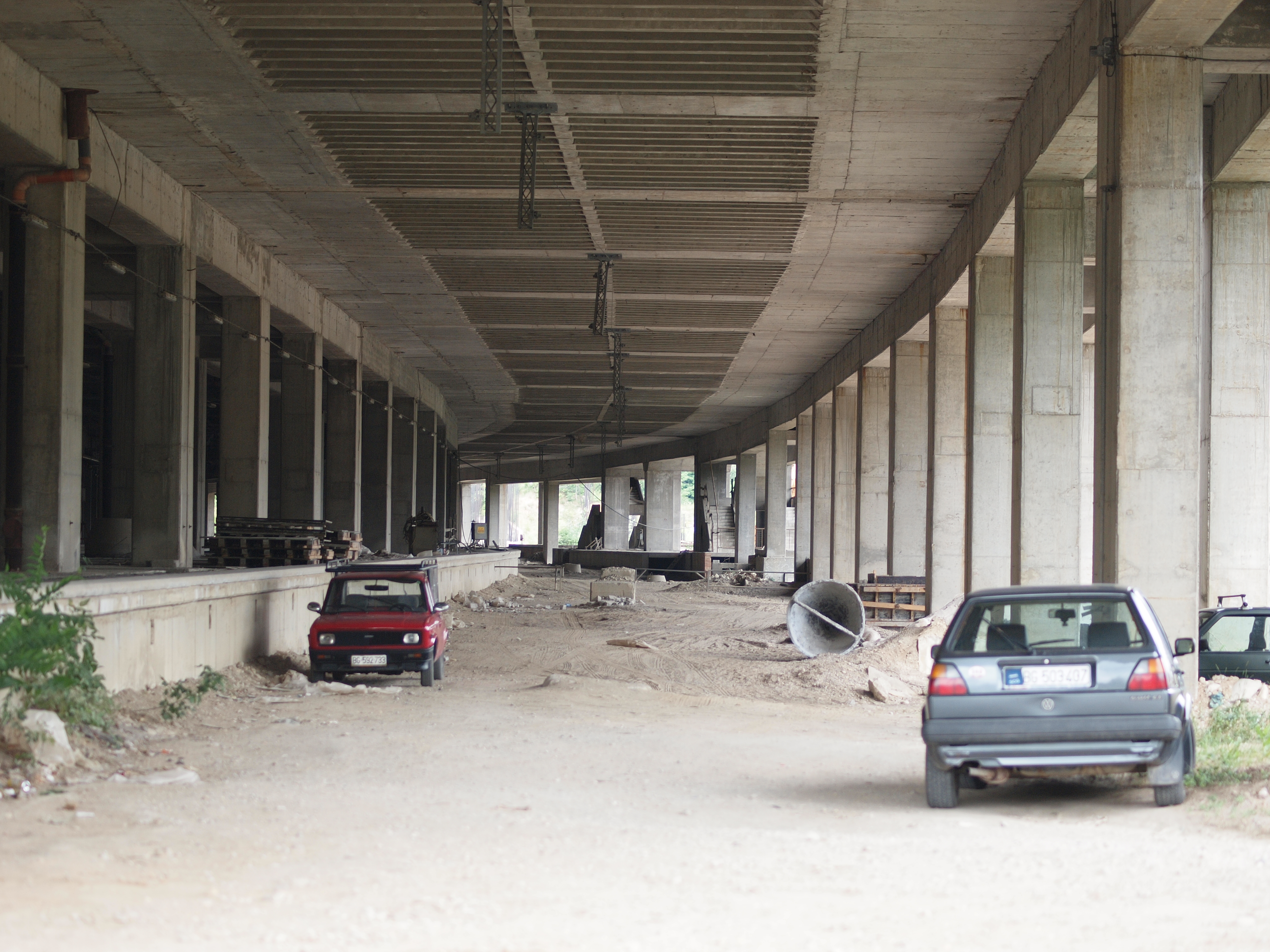
Die Fertigstellung des Bahnhofs Prokop verzögert sich um mittlerweile über ein Jahrzehnt

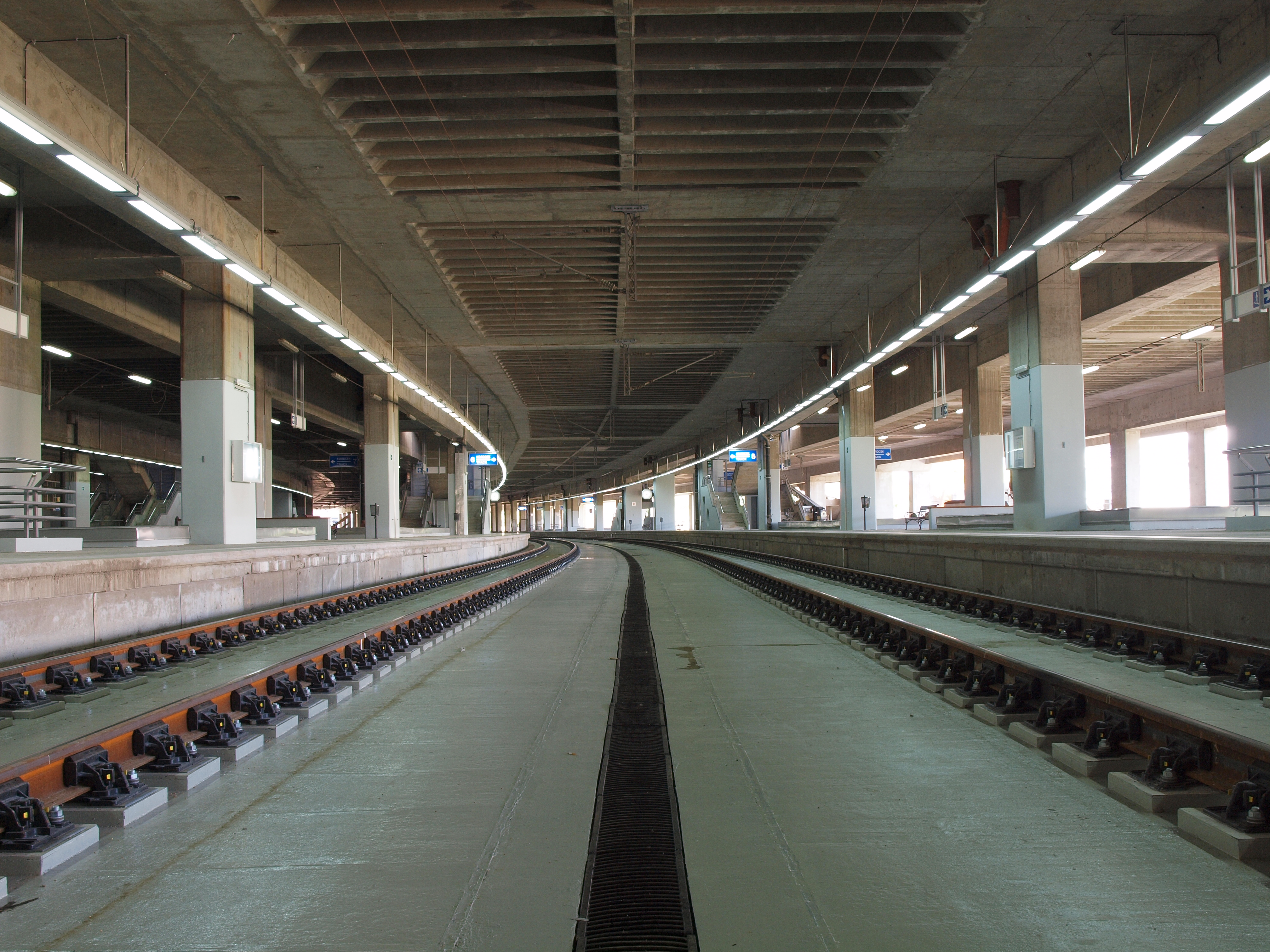
2010 wurden die Bahnsteige 5 und 6 für die Nutzung durch die Belgrader Metro vorbereitet

Hauptkritik des Konzeptes waren von Anfang an die hohen Kosten. Sie waren auch ein Grund für die langen Bauzeiten. Daneben ergaben sich Zusatzkosten für Staat und Stadt für den Erhalt des alten Hauptbahnhofes parallel zu den erst teilweise fertiggestellten Infrastrukturbauwerken des neuen Eisenbahnknotens.
Die Verlegung der Eisenbahninfrastruktur des Hauptbahnhofes in den Süden Belgrads, wo sich die Station Prokop quer zwischen das gehobene Wohnviertel des Dedinje und dem schon innerstädtischen Stadtteil Vracar legt, erfordert zudem hohe Investitionen in eine adäquate Verkehrsinfrastruktur-Integration der Stadtviertel. Hier liegen zahlreiche einfache Einfamilienwohnhäuser; eine sozialverträgliche städtebauliche Lösung im Bahnhofsumfeld gilt als wünschenswert.
Ein weiterer wesentlicher Kritikpunkt ist die relative Entfernung des neuen Hauptbahnhofes Belgrad Zentrum zum eigentlichen Stadtzentrum und dessen fehlende verkehrstechnische Anbindung an das ÖPNV-System sowie an den Straßenverkehr. Zahlreiche Fachleute halten die Lage für den Hauptbahnhof in Prokop daher für fragwürdig und empfehlen, die Station Novi Belgrad zum Hauptbahnhof auszugestalten. Da an der Station Novi Belgrad schon heute eine intakte Nah- und Fernverkehrsinfrastruktur existiert und der Busbahnhof hierher verlegt werden soll, übernimmt der Bahnhof ohnehin die Funktion des zentralen Verkehrsknotens der Stadt, was die Station Prokop so nicht erfüllen kann.